# Quincy Shaw
Pour les articles homonymes, voir Shaw.
Quincy Shaw, est un joueur américain de tennis né le 30 juillet 1869 et mort le 8 mai 1960.

## Palmarès
- US Open : finaliste en 1889